# Lezayre (Parish)

Lezayre Parish, Isle of Man

Lezayre (Manx: Creest ny h-Ayrey) ist ein Parish im Norden der Isle of Man im Sheading Ayre. 2016 lebten 1276 Einwohner in diesem Distrikt.

## Geografie
Das Parish wird im Westen von Michael und Ballaugh, im Norden von Andreas und Bride, im Osten von der Stadt Ramsey und den Gemeinden Lonan und Maughold und im Süden von Braddan begrenzt. Ihre Fläche beträgt etwa 57 Quadratkilometer.
Lezayre ist hauptsächlich ländlich und bergig und umfasst den Gipfel des Snaefell, den höchsten Punkt der Insel, und einen Großteil der Bergabschnitte der TT-Strecke. Das Parish umfasst den größten Teil des River Sulby, der längste Flusses auf der Insel; Tholt-y-Will Glen; und einen Teil des Sulby Reservoirs. Der größte Teil der Siedlung in der Gemeinde erstreckt sich entlang der Hauptstraße von Ramsey in Richtung Peel, einschließlich des Dorfes Sulby und des kleinen Dorfes Churchtown, dessen Zentrum die Pfarrkirche ist. Ein Großteil des nördlichen Teils des Millennium Way verläuft durch die Gemeinde.

## Politik
Das Lezayre-Parish ist Teil des Wahlkreises Ayre & Michael, der zwei Abgeordnete für das House of Keys wählt. Vor 2016 war es im Wahlkreis Ayre.
Das Parish wird verwaltet durch eine Gruppe von Commissionern. Aktueller Kapitän des Parish ist seit 2005 Denis Duggan.
1865 wurde Ramsey aus dem Parish herausgelöst und ein eigener Distrikt.

## Religion
Die Pfarrkirche der Church of England, Kirk Christ, Lezayre, wurde 1835 erbaut. Es ist wahrscheinlich, dass sie so genannt wird, um sie von der anderen Kirk Christ zu unterscheiden, die sich in dem Sheading Rushen befindet. Es gibt zwei weitere Church of England-Kirchen in dem Parish. Außerdem gibt es eine Methodistenkirche.